# Tabelot
Tabelot es una comuna rural de Níger perteneciente al departamento de Tchirozérine de la región de Agadez. En 2011 tenía una población de 32 431 habitantes, de los cuales 16 474 eran hombres y 15 957 eran mujeres.
Se ubica unos 100 km al noreste de Agadez.
El territorio de la comuna alberga el sitio arqueológico de Gobero que, con diez mil años de antigüedad, es el cementerio más antiguo conocido en el desierto del Sahara.